# 倉吉平野
倉吉平野（くらよしへいや）は、鳥取県中央部の天神川流域に広がる沖積平野である。

## 概要
鳥取県には主要な平野部が3つある。

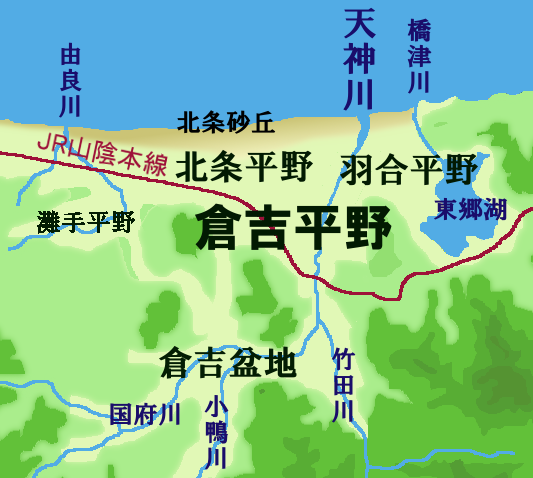
倉吉平野地形概略図

県の東部には鳥取平野が開けており、鳥取市がある。西部には米子平野があって、米子市がある。倉吉平野は県の中央部にあって、倉吉市を中心とした経済圏（倉吉都市圏）がある。
これらの平野はいずれも山陰地方の典型的な地形をつくっている。中国山地に発する川が下流に沖積平野をつくり、海岸部に砂丘や砂州があり、潟湖を伴っている。鳥取平野の場合には千代川・鳥取砂丘・湖山池がこれに相当し、米子平野の場合には日野川・弓ヶ浜・中海がそれである。倉吉平野では、天神川、北条砂丘、東郷湖がこれらにあたる。
鳥取平野は旧因幡国の主要地域となっていて、倉吉平野と米子平野が旧伯耆国の主要地域である。このため、倉吉平野を中心とする地域を「東伯耆」とも呼ぶ。旧伯耆国の国府は倉吉平野にあり、かつては山陰地方の政治・経済・文化の中心地域の一つだった。
呼称
どの範囲を「倉吉平野」と呼ぶかには、大きく2通りある。
狭義では、「羽合平野」と「北条平野」を合わせたものが倉吉平野である。広義の倉吉平野には、これに「倉吉盆地」が加わる。
天神川は下流で三角州を作っていて、右岸を羽合平野、左岸を北条平野と呼ぶ。この2つの平野をあわせて倉吉平野と呼ぶ。海岸付近には、北条砂丘と呼ばれる砂丘帯が東西に伸びている。
天神川の中流域には扇状地の倉吉盆地があり、羽合平野、北条平野、倉吉盆地の3つをあわせて広義の倉吉平野と呼ぶ場合もある。
三角州である羽合平野・北条平野と、扇状地である倉吉盆地の境は、JR山陰本線が天神川を渡るあたりに相当する。鳥取県東部地域（旧因幡国）との境をなす山地を東伯山地と呼ぶ。
天神川の名称
「天神川」を形成する主要な川は竹田川、小鴨川、国府川である。かつてはこの3川が合流したあとの下流部分を「天神川」と呼んでいた。1965年（昭和40年）に河川法に基いて天神川は一級水系に指定され、法律によって名称や範囲が定められた。これによって「天神川」の本流は竹田川と定められたため、「竹田川」は法律上の正式名ではなく「天神川」の本流となる。小鴨川と国府川はいずれも天神川の支流と定められている。
下流部分の「天神川」の名称は近世以降のものである。かつてこの川は東郷湖や橋津川に注いでおり、歴史的には川の右岸（東側）にあたる長瀬地域では「長瀬川」、左岸の北条地域では「北条川」と呼ばれていた。江戸時代に河道の大改修があり、今のようにまっすぐ海へ注ぐ形になった。このときに菅原道真を祭る神社の境内を掘削し、神社を移転したことから、この改修部分を「天神川」と呼ぶようになった。竹田川と小鴨川・国府川が合流せず、それぞれ別に海に注いでいた時期もある。
地形の概要
一般に、中国地方では第四紀に中国山地が曲隆したせいで、全般的に海岸部の平野が狭い。山陰地方では、冬に北西から強い季節風が吹く影響で、日本海側で砂州や砂丘が発達しており、その背後には潟湖（ラグーン）や沼沢地・後背湿地ができる。倉吉平野もこうした典型である。
砂丘が形成される過程で、火山の噴火や中国大陸からの飛来塵による層が形成されたり、氷期と間氷期の海水面の上下動によって海没した際に海底で作られる地層が形成される。現在の砂丘にある砂の層の下を調べ、こうした地層や古砂丘を確認することで、砂丘の生成過程や年代を知る手がかりになり、沖積平野全体の生成史も推測できる。このため、これらの各層の研究は盛んである。
かつては平野全域が潟湖だったと考えられているが、天神川の沖積作用で埋め立てられていった。現存する潟湖として天神川右岸の羽合平野内に東郷湖がある。これは、大平山の尾根が北へ長く伸びていて、天神川の堆積作用が妨げられ、湖のまま残ったものである。左岸でも蜘ヶ家山などの裾野が入り組んでリアス状の入り江を形成していたため、その奥までは沖積作用が及ばずに池や湖のままだった。これらは近世に干拓されて水田地帯となった。
一級河川の中でも天神川は特に急流で、上流部の中国山地や大山の火山灰地を激しく浸食して大量の土砂を流した。その結果として沖積平野が形成されるが、流した土砂によって河道が狭まって何度も氾濫し、大きく流路を変えてきた。天神川、小鴨川、国府川や隣接する由良川などは、歴史的に大きく流路を変えて河川争奪を繰り返してきたことが歴史的史料や伝承として残っており、地質調査や遺跡の考古的研究から、こうした伝承や記録が裏付けられている。
地誌の概要
いまの鳥取県では、倉吉平野を中心とする商業圏は県内3位の規模である。かつて倉吉盆地には伯耆国の国府があり、古代にはこの地方の中心地の一つだった。倉吉盆地からはその頃の遺跡が多数発見されている。倉吉盆地の倉吉市は、江戸時代の城下町から近代に紡績業が発展し、倉吉都市圏を形成している。
北条平野や羽合平野はその頃からの農業地帯で、飛鳥時代に敷かれた条里制が今でも広範囲に残っている。これらの地域には山陰道などの古道が通っていたが、砂丘の影響で村が発展しにくく、大きな街道村へ発展することもなく、現代でも農業地帯となっている。近世以降に潟湖が干拓された地域では、古代の条里制とは異なる区割りがされており、古くからの水郷地帯と新田地域を区別することができる。
かつて、山陰地方や鳥取では縄文時代以前の遺跡・古墳に乏しいと考えられており、倉吉平野はその例外として旧石器時代から縄文前期の規模の大きい遺跡や稀少な出土品が発見されて注目を集めた。砂丘の砂の下からも古代から室町時代までの大きな集落跡が見つかっている。
平野と砂丘の形成
|  |  |  |  |  |

かつては、現在よりも海面が高く内陸まで海だった。東側は馬ノ山や東伯山地に遮られ、海上には、玄武岩や花崗岩の頂が孤島のように並んでいた。これが現在の茶臼山、石山、三輪山といった砂丘南部の高所になっている。この島を起点として前方に砂地が形成され、やがて繋がって砂州となり、外海と内海を隔てた。この頃の内海を「古北条湾」などと言い、現在の倉吉駅があるあたりの入り江を「海田湾」（現・倉吉市海田町周辺）、東郷湖は「東郷湾」などと言う。やがて川の沖積作用で古北条湾は埋め立てられていったが、山裾に遮られて沖積作用が及ばないあたりは潟湖として水域が残った。海岸では砂丘がさらに発達した。このほか、地形の隆起や沈降も関わったと考えられているが、詳しくはわかっていない。

## 羽合平野

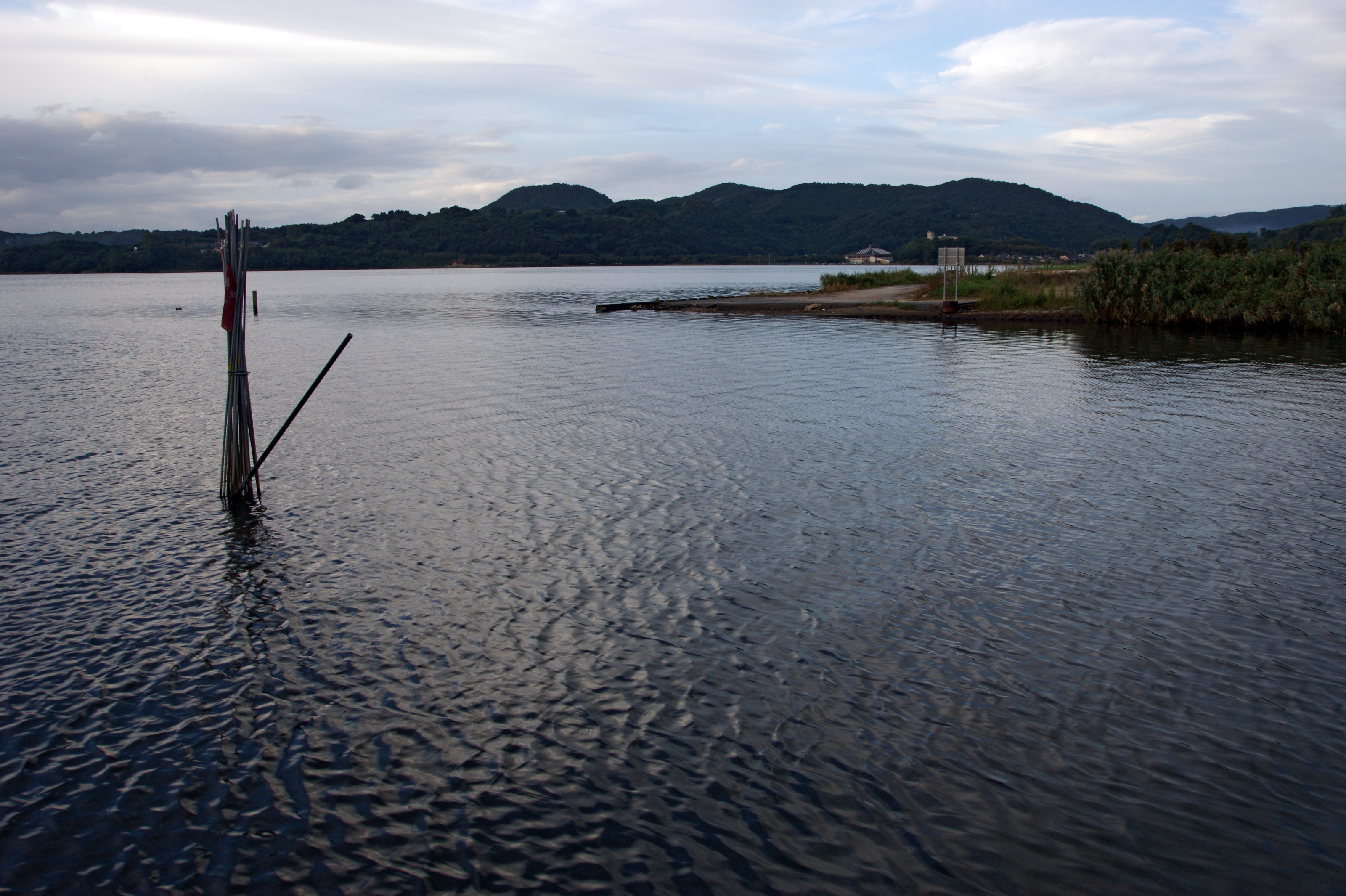
東郷湖は羽合平野の奥まで沖積作用が及ばず残された潟湖である。

羽合平野（はわいへいや）は、天神川の右岸に広がる平野である。西は天神川、北は日本海と海岸砂丘（羽合砂丘）、東は橋津川・東郷湖と、三方を水域に囲まれている。この地域には飛鳥時代（大化の改新）から条里制が敷かれており、いまも平野の大部分には南北の方位に沿って整然と区画された水田が600ヘクタールあまりに渡って広がっている。羽合平野の全域は、2004年の合併によって誕生した湯梨浜町に属しており、旧羽合町の中心部や東郷湖畔のはわい温泉などに市街地が形成されている。
羽合平野には、はわい温泉のほか東郷温泉などの温泉地が点在し、これらのボーリングの結果から、部分的ではあるが深さ100メートルほどのあたりまでの地層がわかっており、平野形成のメカニズムを知る手がかりになった。羽合平野の土台は、第四紀に形成された。これに先立つ新第三紀の終わり頃（鮮新世）に中国山地ができあがると、川がこれを削り、流された土砂が日本海側の海岸付近で堆積した。第四紀には寒冷な氷期と温暖な間氷期が繰り返され、その度に海面は上昇と下降を繰り返し、海岸線は前進したり後退したりした。羽合平野のあたりも何度か海の底になっており、その頃に海底で形成された地層と、陸上で土砂が堆積した層、そして大山などの火山による層の分布から、約10万年前から20万年前に羽合平野の原型ができあがったことがわかっている。こうした氷期・間氷期に形成された洪積層は50メートルから70メートルほどの厚さがある。その下には花崗岩の岩盤がある。
最後の氷期がおわり、温かい時代になった頃、羽合平野全体はラグーンを成していた。小鴨川、国府川、竹田川（現在の天神川本流）、三徳川らをあわせて狭い谷を抜けてきた天神川は、北条砂丘や羽合砂丘によって北進を阻まれ、近世に至るまで何度も流路を変えた。古い時代には東郷湖へ注いでおり、中世には橋津川に注いでいた。この天神川の沖積作用によってラグーンが埋め立てられていき、三角州が形成された。これが羽合平野である。この時期に形成された沖積層はおおよそ30メートルから40メートルの厚さがある。
平野の南西には、古い火山の溶岩流の北端である大平山の尾根が北へ長く張り出している。この尾根によって天神川の沖積作用が平野の奥まで行き渡るのを妨げられた結果、東郷湖が潟湖として残された。東郷湖の東岸では、東郷湖へ注ぐ東郷川や舎人川による小さな堆積平野がつくられているが、これらの地域には条里制は行き渡っていない。平地部分では稲作が行なわれているが、丘陵地帯では二十世紀梨などのナシ栽培が盛んに行なわれている。
中世の下地中分を示す典型資料として有名な東郷庄下地中分絵図（1258年・正嘉2年）では、天神川が橋津川へ注ぐ様子が描かれている。この絵図では、古代の条里制時代からの水郷地帯に設けられた松尾大社の荘園が、地頭となった東郷氏による簒奪を受けていることが示されている。室町時代になると、東郷氏は南条氏によってこの地域から駆逐された。南条氏は東郷湖の南の山上に羽衣石城を築いてこの一帯を支配した。のちに西の尼子氏や毛利氏、東の山名氏といった大勢力に挟まれながらも、戦国末期まで生き残ったが、関ヶ原の戦いで西軍について、戦後に所領を失った。その後は鳥取藩の支配地域となった。

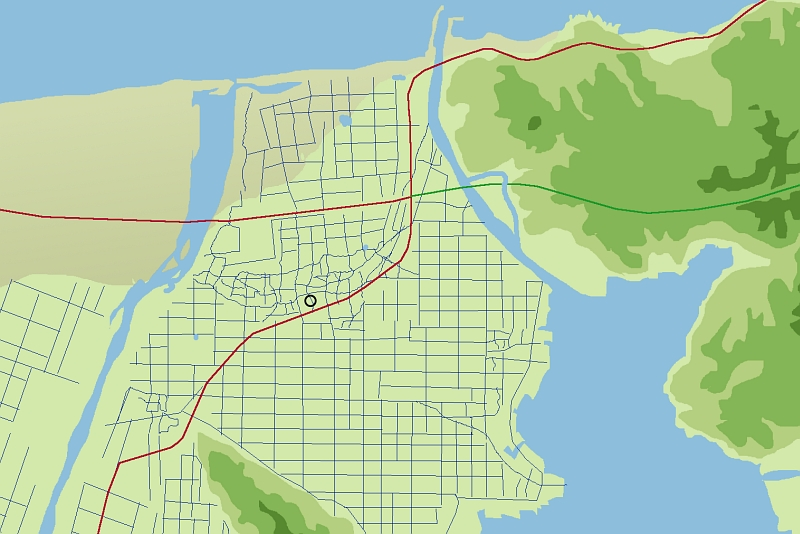
羽合平野には条里制の区画割りがはっきり残る。中央部の条里制が崩れている場所が天神川の旧河道である。

このあたりの地域の中で、羽合平野は条里制の区画割りを現代でももっともよく残している。この整然とした区画割りが乱れているあたりは、条里制が敷かれた飛鳥時代よりも後世に農地化されたことがわかる。つまり条里制が敷かれた古代には水域だった場所となる。これにより、東郷湖は古代よりも縮小しており、大きいところでは800メートルあまりも湖岸が縮退している。
寛文年間（1661-1672）に鳥取藩が天神川の河道の大改修を行い、いまのようにまっすぐ北流して日本海へ注ぐ形になったが、現在の湯梨浜町役場などが集まる中心市街地付近では、概ね国道179号に沿うように、条里制の整然とした区画になっていない地域が帯状に連なっており、これらの地域が条里制が敷かれた飛鳥時代には河道だったことを伝えている。江戸時代には、羽合平野は伯耆を代表する穀倉地帯となり、収穫物は橋津川の河口から水運によって各地へ運びだされていた。

## 北条平野

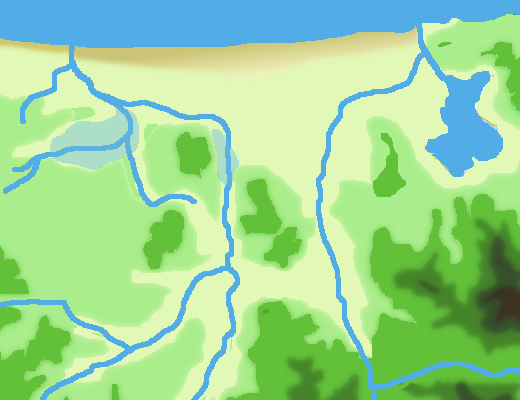
国府川・小鴨川は由良川へ注いでいた時期もある。入江に潟湖が形成されていた。

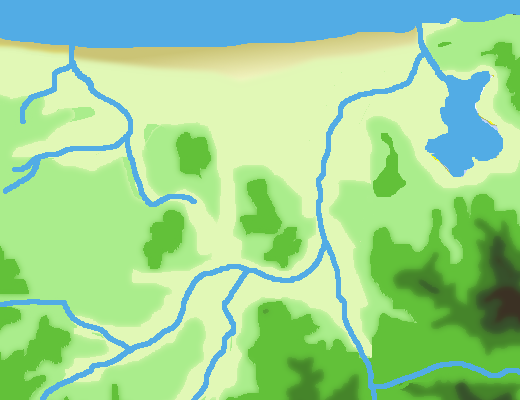
天文年間の大洪水で国府川・小鴨川は竹田川に注ぐようになった。

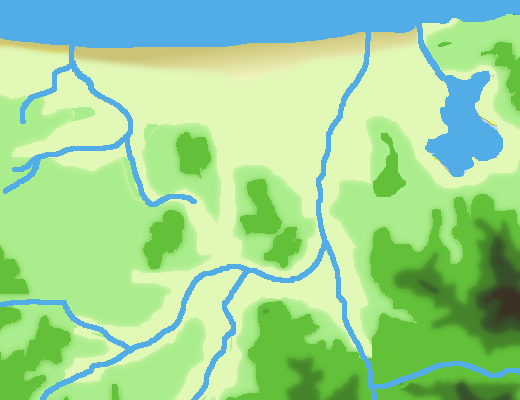
江戸時代の河道改修で直接海に出るようになった。以来、天神川と呼ばれるようになった。

北条平野（ほうじょうへいや）は、天神川の左岸に、東西に広がっている。天神川の沖積作用によって形成された三角州である。羽合平野と同じように、広い範囲で飛鳥時代に定められた条里制に基づく南北方向に沿った整然とした水郷地帯が広がっている。北条平野は、以前は東側の北条町と西側の大栄町とに分かれていたが、2005年に両町が合併して、今は北栄町が北条平野のほとんどを占めている。
山陰道が北条平野を東西に貫いているが、このあたりでは街道村は形成されず、近代に入っても本格的な都市は発展しなかった。北の北条砂丘や南の丘陵部の裾野に集落がある程度で、いまも大部分は水郷地帯である。北条平野の南側には、周囲を丘陵に囲まれた湾状の地形がいくつかある。これらの「湾」は、中世までは潟湖で、近世になって干拓が行なわれて水田となったため、飛鳥時代に敷かれた条里制になっておらず、水田の区画割りは南北方向に沿っていない。これらのうち、蜘ヶ家山の東側からは山陰最大級の貝塚遺跡である島遺跡が見つかっていて、数千年にわたり、ここが湖だったことを示している。また、蜘ヶ家山の西側の干拓地を灘手平野と呼ぶ場合もある。
天神川はかつて何度も大きく河道を変えており、現在の流路からみると右岸では東郷湖や橋津川に注いでいた時期があるが、北条平野がある左岸では西流して由良川に注いでいた時期もある。いまの天神川は、国府川、小鴨川、竹田川などの合流によって本流を形成しているが、これらは時代によっては合流していない時期もあった。倉吉盆地のあたりから北条平野にかけては高低差があまりない上に、急流の国府川や小鴨川は多くの土砂を流したために、しばしば川をせきとめ、河川争奪を繰り返してきた。かつては国府川と小鴨川が合流したのち、東へ向かわずに谷あいを抜けて北流し、灘手平野をぬけ、いまの由良川の流路で海に注いでいたこともある。いまのように、国府川・小鴨川・竹田川が合流する流路に定まったのは、天文年間（1532-1555年）に起きた大洪水によるもので、このときの大氾濫では倉吉盆地内の丘陵を突破し、旧来の市街地を押し流してしまったと伝わっている。
その後、近世に北条平野南部の潟湖の干拓が行なわれるとともに、かつて国府川と小鴨川が流れていた流路を利用して北条用水（北条川）が築かれた。いまの北条川は、国府川と小鴨川の合流地点から取水し、そのまま谷を北へ抜けて北条平野を流れたあと、由良川へ注いでいる。
由良川の西では、大山に由来する火山灰地の丘陵地帯が広がっており、黒ボクと呼ばれる土壌が広がっている。地形としてはこれらの丘陵地帯は「北条平野」とは言えないが、いまの北栄町の町域全体を指して「北条平野」ということもある。特に旧大栄町の大半がこの丘陵地帯に相当するが、この地域は特にスイカの栽培地として全国屈指の産地として知られており、「大栄すいか」がその代名詞となっている。このほか、葉たばこの生産も行なわれている。

### 潟湖の痕跡

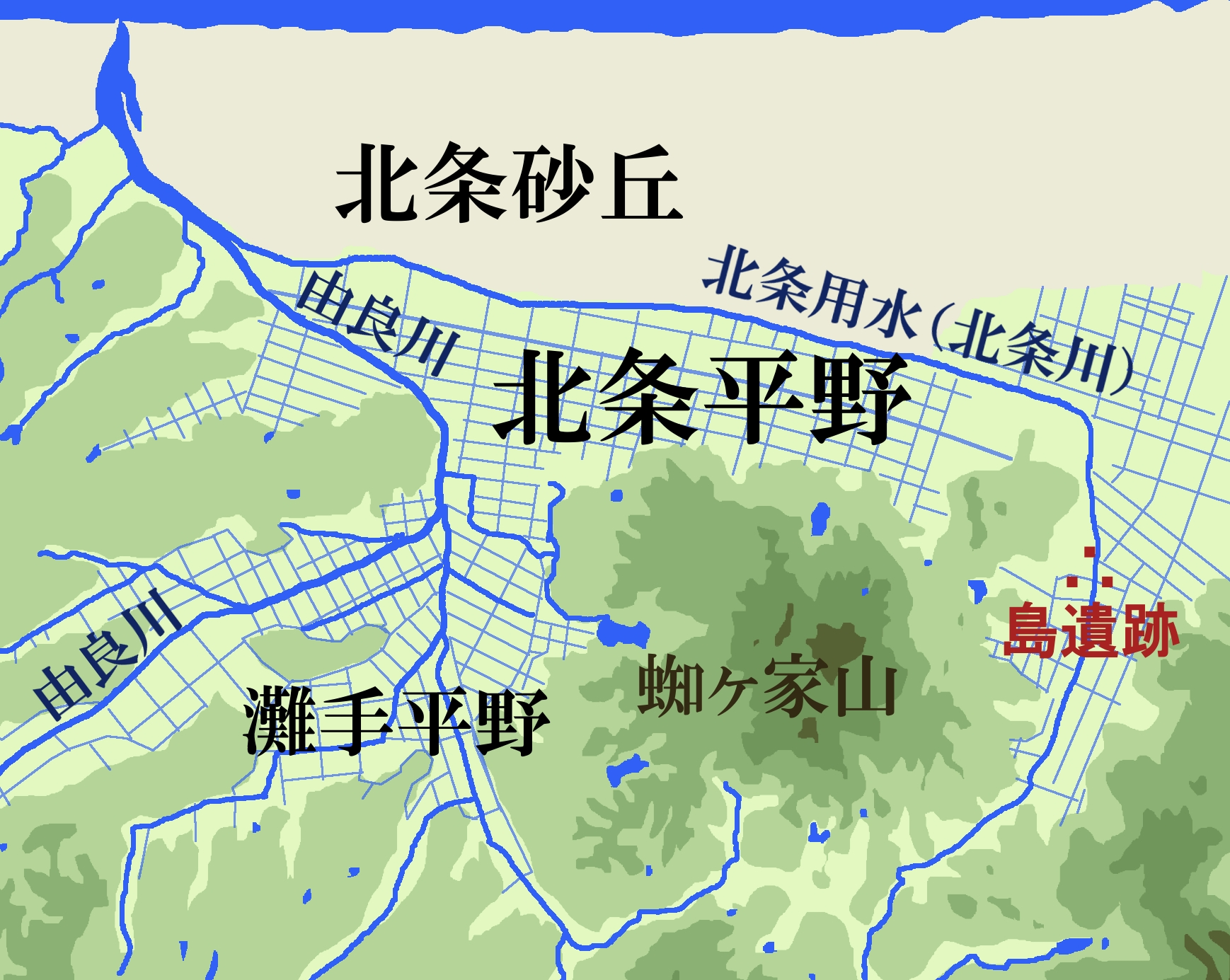
北条平野と島遺跡・灘手平野

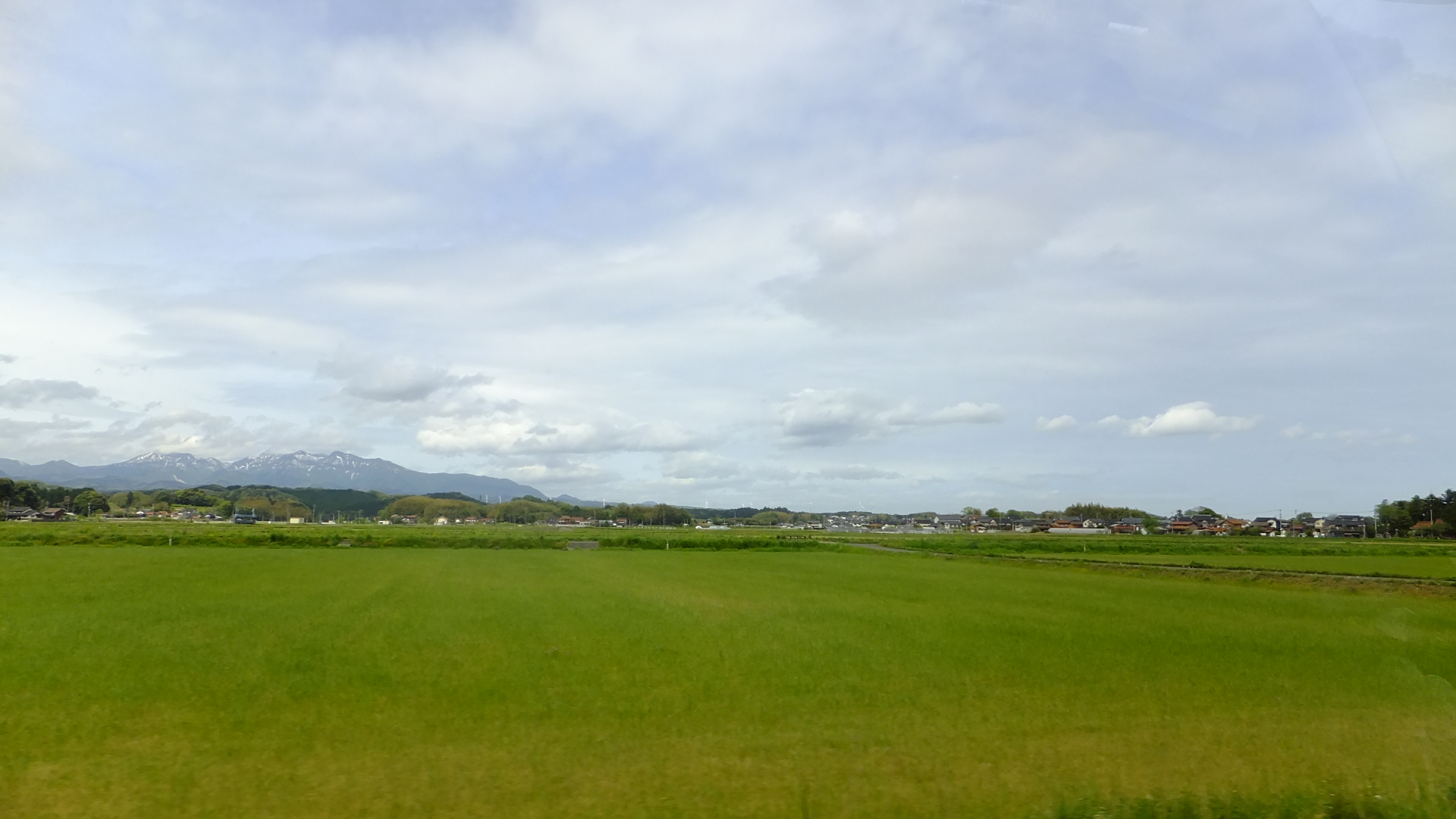
灘手平野の北栄町穂波地域。かつては蜘ヶ家山の裾野が入り組んだ「入り江」だった。

天神川右岸の羽合平野で大平山に阻まれて沖積作用が及ばなかった東郷湖が残されたのと同じように、北条平野でも蜘ヶ家山によって天神川の沖積作用が妨げられ、潟湖が残った。西では「由良の海」と言われた湖沼が灘手平野となった。蜘ヶ家山の東麓からは「島遺跡」という広大な縄文時代の貝塚が見つかった。さらに東の古川沢もかつて池で、中世に当地を支配した山名時氏が舟遊びをしたと伝わっている。これらの潟湖は近世に干拓され、水郷地帯になった。

#### 島遺跡
蜘ヶ家山の東山麓にある北栄町北条島地区周辺は、東西に2つの尾根筋に挟まれた細長い入り江状になっていて、この「入り江」の中は旧条里制のような方位の整った区画割りになっていない。これは、このあたりが近世以降に干拓されたことを示している。この「入り江」の中央を北条用水（北条川）が南から北へ流れている。この水路は、国府川と小鴨川の合流地点付近から取水し、狭い谷を抜けて流れてきている。この流路はかつて国府川と小鴨川が流れていた河道で、天文年間の大洪水で国府川と小鴨川が竹田川（天神川の本流）に注ぐようになる以前には、水量によって、旧河道を流れて由良川に注ぐこともあった。その途中にあたる「入り江」は、中世までは潟湖となっていて、「島ノ池」などと呼ばれていた。後述の灘手平野にも同じ地名があるため、区別のためにここを「山田の島」（旧山田村にあったため）、「八幡の島」（八幡神社があったため）などとも称していた。
17世紀の中頃、鳥取藩によって天神川の下流の河道改修が行なわれた。これにより、その頃橋津川に注いでいた天神川は、まっすぐ北へ流れて直接日本海へ注ぐようになり、これ以降、天神川の流路は大きく変わらなくなった。これと並行して、慶安（1648-1651年）から元禄年間（1688-1704年）にかけて、このあたりで池や低湿地の排水・干拓と新田開発が行なわれた記録がある。しかし、弘化年間（1844-1847年）の記録でも、「わずかな霧雨でも湖のようになる」とあり、近代になる直前まで沼沢地だったことが伝わっている。
1952年（昭和27年）に、このあたりの北条用水付近で改修工事をしていたところ、貝塚を伴う遺跡が発見され、島遺跡と呼ばれるようになった。当時は鳥取県内では縄文時代の遺跡がほとんど無いとされていたが、鳥取県内の縄文遺跡としては最大級の規模であることがわかった。島遺跡からは山陰地方では初めてとなる縄文前期の縄文土器が出土したほか、山陰では珍しい貝塚が見つかり、山陰地方を代表する遺跡と目されるようになった。本格的な調査が行なわれたのは1982年（昭和57年）と1996-1997年（平成8-9年）になってからだが、これによって改めて、このあたりは数千年をかけて海から湖に変わっていったことが明らかになった。中心的な年代はおおよそ4000年前から3000年前と考えられており、このあたりでの旧石器時代から縄文前期への過渡期を示すものとされている。
島遺跡の調査から、近世以前の様々な史料が言及してきたように、ここがかつて海だったことが判明した。2300年前頃まで、数千年をかけて海水面は下がっていき、このあたりは海底から遠浅の海、潟湖へ変わっていった。海水だった湖水は、潟湖になって川の水が流入することで、長い時間をかけて淡水になっていった。これらの変化を裏付けるものとして、貝塚の古い層（縄文前期）からは海水生のマガキやハマグリ、イソシジミが出土しており、新しい層（縄文後期）からは汽水生のヤマトシジミがみつかっている。このほか丸木舟も発見された。

#### 灘手平野

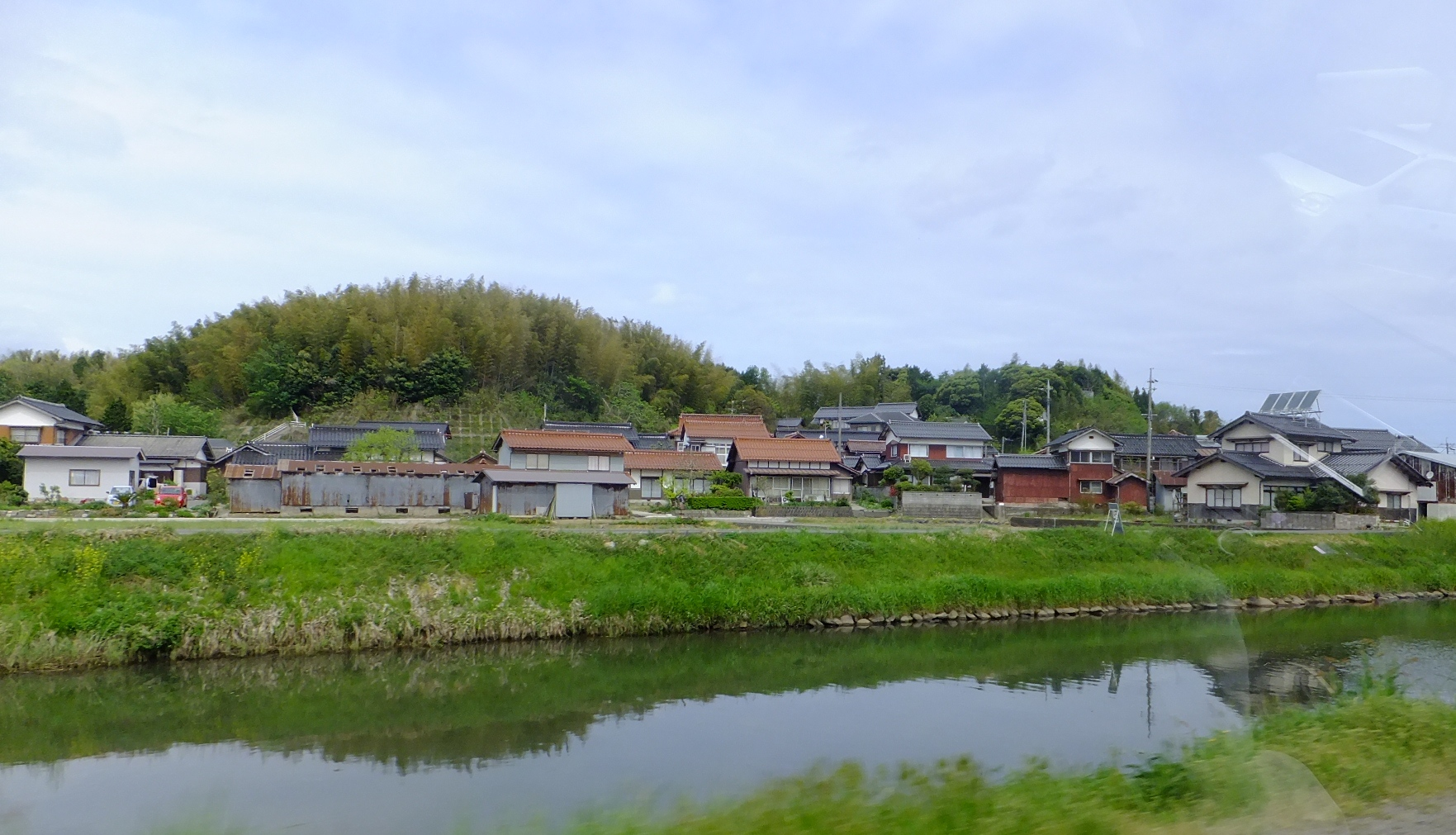
灘手平野の北端にある北栄町瀬戸地域。地名にもかつて岸辺だったことが現れている。

灘手平野（なだてへいや）は、北条平野の南西部にある。この平野部は倉吉市と北栄町にまたがっており、倉吉市側には旧灘手村があって灘手平野（灘手低湿地帯）と称すが、北栄町側には旧島村があって、島平野と呼んでいる。平野は周囲を山や丘に囲まれた入り江状の地形になっていて、東は標高176メートルの蜘ヶ家山、南から西、北にかけては大山から流れでた溶岩台地がある。平野部の中心には標高10メートル程度の丘があり、旧島村（現在の北栄町大島地区）の村落がこの丘の上にある。現在は平野の中央を由良川が流れていて、様々な支流がこの平野で由良川に合流している。天神川が一級河川の中でも急流であるのに対し、由良川は極端な緩勾配で、このあたりの川床の標高はわずかに10センチほどしかなく、ほとんど海水面と一緒である。そのため川の流れはゆるく、強風による飛砂で容易に河口が狭まってしまい、この平野は今も氾濫常習区域となっている。
灘手平野は標高が1メートルから3メートルほどしかなく、近世までは湖だった。縄文時代前期（6000-5000年前）には縄文海進と呼ばれる海水面の上昇があり、いまよりも5メートルほど海水面が高かった。したがって灘手平野は完全に水没しており、現在の大島地区の丘の上部だけが島のように浮かんでいた。古代には「由良の海（湖）」と呼ばれ、当地の神社の伝承では、ヤマトタケルの西征の折にここを「浮洲の社」と称したとしている。近世までは「嶋ノ池」とも呼ばれていた。享保年間に排水や干拓が行なわれて水田となったが、北条平野の他の地域のような南北に沿った条里制になっていない。干拓後も毎年秋から冬になると由良川への排水口が閉じてしまい、低地に水が溢れて街道が30センチも冠水し、一帯は沼沢地と化して住民を悩ませたという。このあたりでは、太平洋戦争後も船に乗って稲刈りをしていた。

## 北条砂丘

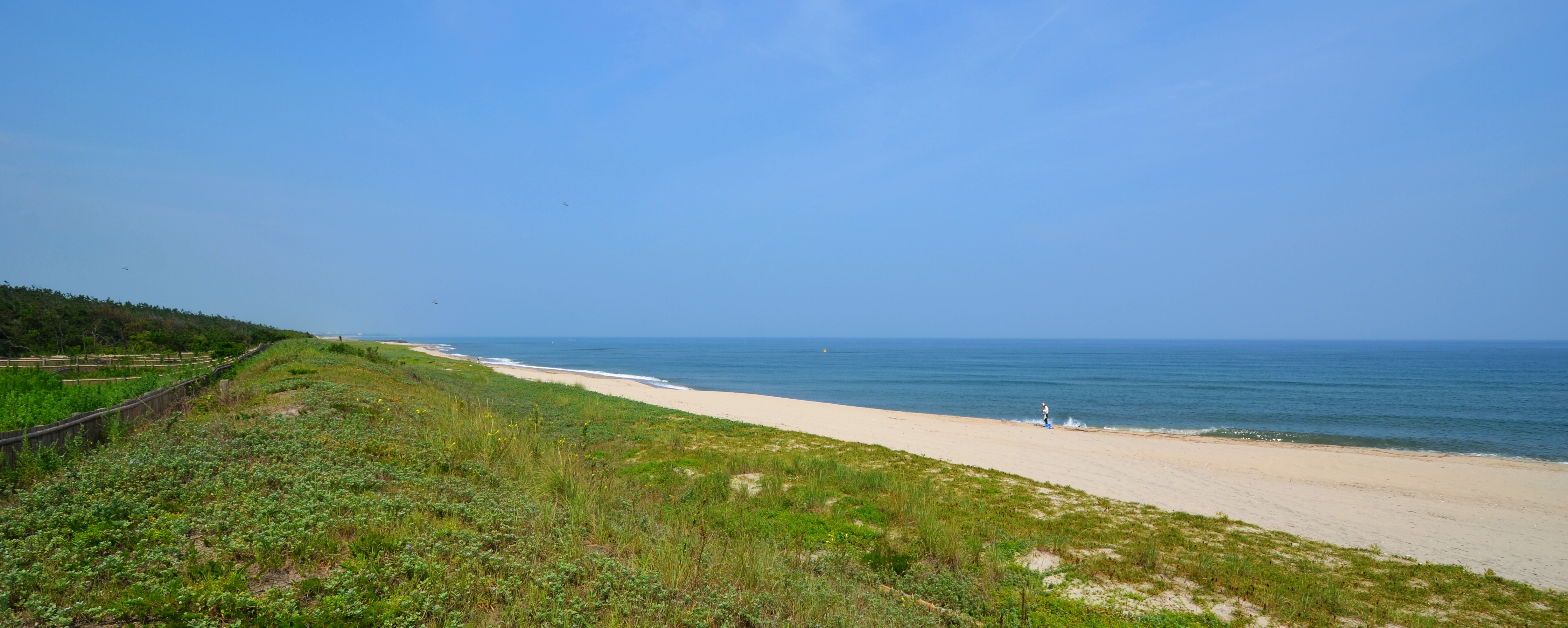
真夏の北条砂丘。写真左端の砂丘の頂部には砂防林の松林が形成されている。

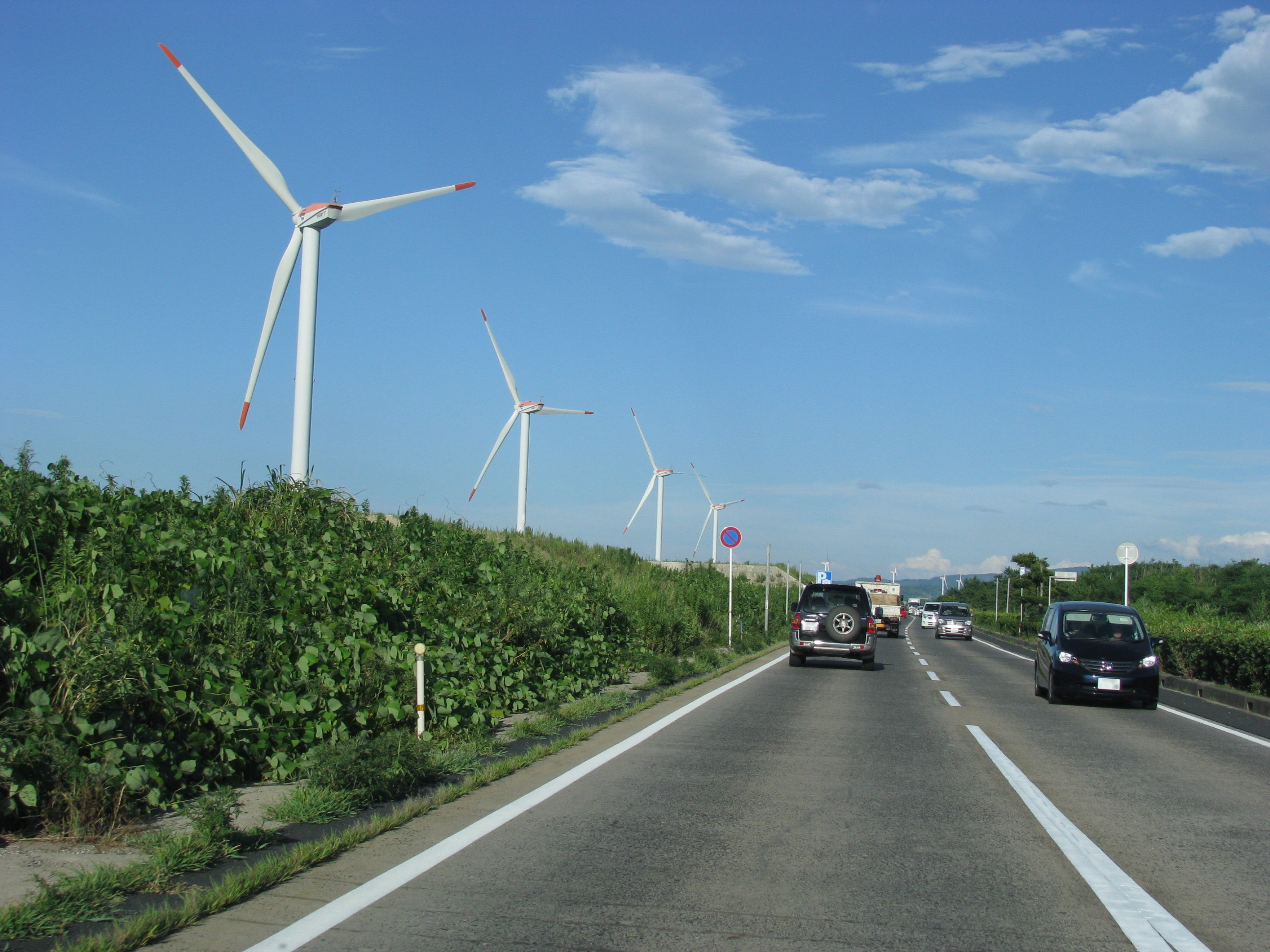
北条砂丘の風力発電

北条砂丘（ほうじょうさきゅう）は、倉吉平野の北の縁にあって、日本海と倉吉平野を隔てる海岸砂丘帯である。鳥取県内では、鳥取砂丘に次ぐ規模がある。海岸線に沿って東西に12kmほどの延長があり、南北方向の奥行きは1.5kmから1.8kmほど、面積は1100ヘクタールほどある。平均すると丘の標高は5-7メートル程度だが、高いところでは10-20メートル、最高部で30メートルある。海岸線に近いあたりでは、海岸線に沿って丘が立ち上がっているが、その背後には楕円状の砂丘が海岸線とは垂直の向きにいくつも並んでいて、高さ10-20メートル前後の起伏をつくっている。砂丘の東端は橋津川の河口、西端は由良川の河口までとされている。
天神川の上流にあたる中国山地は花崗岩が豊富である。花崗岩は風化しやすく、風化に強い石英や磁鉄鉱を主な成分とする砂となる。小鴨川や国府川などの急流では、こうした砂が大量に流されてきて海へ出る。山陰地方では北西の季節風が強く、砂は陸へ戻されて砂州をつくり、さらに風がこれを陸側へ吹き戻すことで砂丘を形成している。
砂丘は長いあいだ「毛立ち申さず」といって、人を寄せ付けない不毛の地だった。そればかりか、飛砂によって砂丘の近くに定住することも妨げられた。江戸時代に灌漑を試みた桝田新蔵は「砂漠」と呼んでおり、「砂丘」という呼称は明治以降のものである。砂丘のすぐ南側には、古くから山陰道が通っていたにもかかわらず、本格的な街道町・宿場町は形成されなかった。近世に入って、砂防林と灌漑の整備の取り組みがはじまり、農地利用の先鞭がつけられた。小高い丘陵上の砂地への灌漑は容易ではなく、長年にわたって農民を苦しめたが、現代になって機械式の潅水装置が整備され、一大農業地帯へと変貌を遂げた。また、近年では風力発電の取り組みも行なわれている。
現在、砂丘は天神川によって東西に分割されており、東側部分にあたる天神川河口と橋津川河口の間を羽合砂丘として区別する場合もある。ただし、本来の地形としては全体として1つの地形であり、いまの天神川の流路は江戸時代の河道改修によって人工的に作られたものである。

### 砂丘の下
| 北条砂丘の地層のイメージ |                    |                  |              |
| 新 砂 丘 II              | 新砂丘II-c         |                  |              |
| 新 砂 丘 II              | 新砂丘II-b         |                  |              |
| 新 砂 丘 II              | 新砂丘II-a         |                  |              |
| 新 砂 丘 I               | クロスナ           | ♯♯♯♯♯♯♯♯         |              |
| 新 砂 丘 I               | 新砂丘I            |                  |              |
| 火 山 灰                 | 上部火山灰         |                  | キナコ火山灰 |
| 火 山 灰                 | 中部火山灰         | ∴∵∴∵∴∵∴∵         | 大山倉吉軽石 |
| 古 砂 丘                 | 古砂丘II           |                  |              |
| 古 砂 丘                 | 古砂丘II           |                  |              |
| 古 砂 丘                 | 古砂丘II           |                  |              |
| 古 砂 丘                 | 古砂丘II           |                  |              |
| 古 砂 丘                 | 古砂丘I （湯山層） | ≡≡≡≡≡≡≡≡         | ラミナ       |
| 鮮 新 世 火 山 岩        | 玄武岩             | //////////////// | 風化         |
| 鮮 新 世 火 山 岩        | 玄武岩             |                  |              |

北条砂丘の中央付近の南側斜面には露頭があり、砂丘をつくっている地層を観察することができる。ほかの各地の遺跡や地質調査などとあわせ、北条砂丘ができた過程をうかがい知ることができる。北条砂丘では約4.7-4.5万年前頃の大山の噴火と2万数千年前の姶良カルデラ火山による火山灰が数メートルの層を作っていて、この層を境に下の古い層を「古砂丘」、上の方を「新砂丘」と呼ぶ。古砂丘は少なくとも6万年以上前（更新世）に形成されたことがわかっている。
砂丘のずっと下には、鮮新世（約500-260万年前）の火山性の玄武岩があり、このあたりの基盤となっている。この玄武岩の上部は風化が進み、赤土となっており、長い間地表にあったことを示している。露頭がある場所では、かつてこの辺りが海だった時代にも、島のように海上に出ていたと考えられている。
風化した玄武岩の上に形成されている砂の層ではラミナと呼ばれる層構造が極めて発達していて、これはこの層が形成されていく過程でゆっくりと環境がかわっていったことを示している。12万年前ごろからリス氷期とよばれる氷期が終わり、気候が暖かくなって海水面が上昇を始めると、この玄武岩層は海岸、波打ち際、海の中へとだんだん沈んでいった。隆起によって発達した中国山地が、温暖な気候による降雨によって激しく侵食されて大量の砂が流されてきた。ラミナの発達は、ここが徐々に水に沈んでいき、砂の堆積が海水の中で起きたことを示唆している。こうした特徴をもつ古砂丘層を特に「古砂丘I」と呼んでいる。こうした地層は山陰の日本海岸で広くみられ、特に鳥取県の湯山（旧福部村）が代表的であることから「湯山層」とも呼ばれている。
リス氷期のあと温かい間氷期をはさんで、次のヴィルム氷期（最終氷期）は7万年前頃から始まった。海水面が低下して海岸線が後退していき、古砂丘も地表に現れたものと思われる。陸地化した砂丘では、風による飛砂が集まって砂丘の発達は顕著にすすみ、古砂丘Iのうえに分厚い砂の層が形成された。この層を「古砂丘II」と呼んでいる。この上にさらに5万年前頃の火山灰層が分厚く形成されていることから、古砂丘IIはおよそ6万年前までに出来上がっていたと推測されている。
古砂丘層上の火山灰層の分析によって砂丘の年代を知る手がかりになる。火山灰の層は2つに大別でき、2-3メートルの厚さを持つ下部の層は、約5万年前の大山の噴火によるもので、特徴的な黄色みを帯びた大山倉吉軽石（DKP）と呼ばれる軽石層がある。そのうえに2万数千年前の姶良カルデラ火山による火山灰（キナコ火山灰）の層が堆積している。これらの火山灰層によって、古砂丘を形成する砂は風や水で容易に動かないように固定化された。5万年前の大山火山灰と、2.5万年前の姶良火山灰のあいだにほとんど砂の層が無いことから、これらの間には砂が固定化されて砂丘が成長しなかったものと考えられている。
ヴィルム氷期がおよそ1.5万年前に終わると、気候は温暖になっていき、海水面は上昇を始めた。縄文時代に相当する1万年ほど前には数十メートルも上昇し、6000年前には現在よりも海水面が高かったが（縄文海進）、2000年から1800年前ごろまでに現在のように安定した。北条砂丘も海に沈んだ時期があると考えられている。海底でも、分厚い火山灰層に覆われた古砂丘はそのまま丘陵としての姿をとどめた。北条砂丘にはその頃形成されたとみられる海成円礫層がはさまっていて、その層には貝殻なども含まれている。
火山灰層のうえに新砂丘層が発達するが、砂丘の成長は約2000年前頃に一度止まったと考えられている。新砂丘は「新砂丘II」層と「新砂丘I」層に大別されていて、両者を隔てるのは「クロスナ」と呼ばれる層である。このクロスナ層は約2000-1800年前に形成された。場所によってはクロスナ層が複数の年代に見られることもあり、部分的には中世に草原があり、砂丘の発達が一様ではなかったことを示唆している。クロスナや遺跡・遺構の分布から、江戸時代以降に特に砂丘の発達が著しくなり、砂丘周りの環境が特に厳しくなったものと推定されている。
クロスナはもともと砂だったものに有機物が混ざって形成された土壌で、クロスナの存在はこの砂丘上が一時的に緑地だったことを示している。北条砂丘のクロスナ土壌はススキなどのイネ科植物由来の微細な珪酸体（オパール）を含んでおり、かつて砂丘上が草原になっていた証拠とみられている。縄文期か、弥生時代から中世のある時期まで、砂丘上は草地によって飛砂がおさまっており、ヒトの定住が可能だった。北条砂丘の東側にある羽合砂丘のクロスナ層からは、大規模な集落跡である長瀬高浜遺跡が発見されていて、古代から室町時代まで人が住んでいたことがわかっている。
層の厚さと年代の長さは比例しない。新砂丘II層はかなりの厚みがあり、長瀬高浜砂丘の場合には10メートルの厚さの新砂丘II層の下から発見された。そこではクロスナ層が2メートルほどの厚さがあった。この遺跡や出土品から、古墳時代から室町時代まで定住地が維持されてきたとわかっているが、それに比べると、新砂丘II層はそのあと数百年で10メートル以上堆積したことになる。これはその時期の天神川がそれだけ多くの砂を流したことを示しており、中世以降に上流で行なわれた鉄穴流しの影響もあるとみられている。

### 北条砂丘の農業利用史
砂丘への灌漑と稲作の取り組み

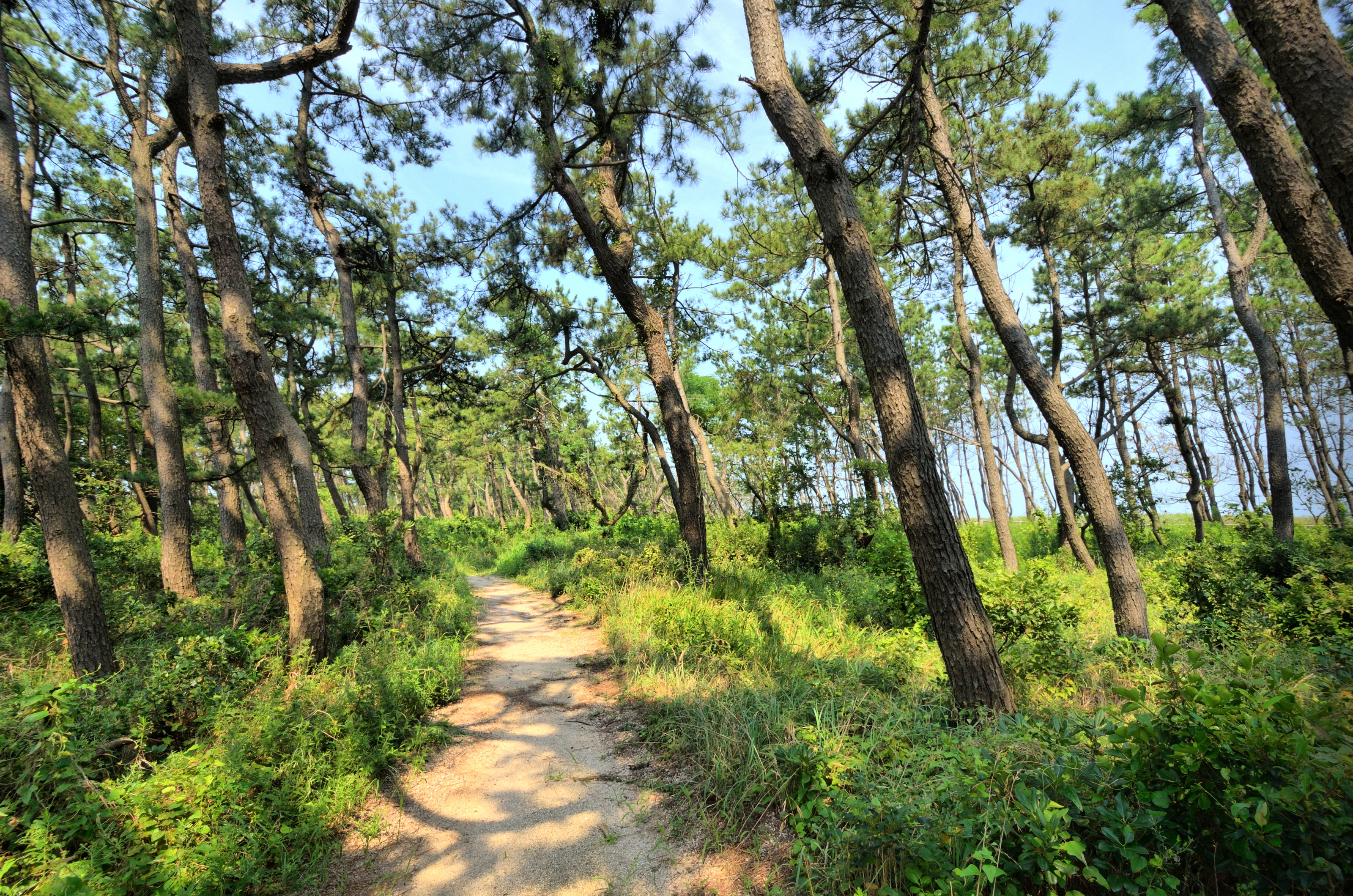
北条砂丘に作られた防砂・防風の松林。強い海寄りの風の影響で、松が傾いて成長している。

かつて、北条砂丘はかつては不毛の砂地とされてきた。。
砂丘は江戸期の鳥取藩の時代に大きく変貌を遂げた。鳥取藩は享保年間（1716年-1735年）から飛砂対策として各地の砂丘に大規模な植林をはじめ、砂丘の安定化を図った。北条砂丘では橋津側から植樹がはじまり、1坪あたり6本の密度で松を植えた。砂丘は養分が少なく松の成長が遅いうえに、地表の砂が風で動くために、そのままでは松が大きくなる前に砂に埋もれてしまう。そのため、シダと竹を編んだ垣根をつくり、これで囲って苗を保護する方法がとられた。このあたりでは7万9000本の松が植えられた。
砂防林の松林が定着して成長し、実際に北条砂丘の農業利用の試みが始まったのは安政年間（1854年-1860年）である。これに先立つ天保年間（1830年-1844年）の天保の大飢饉では、鳥取藩でも2万人の死者を出し、「申年がしん」と呼ばれる大参事となった。東園村（現在の北栄町東園）の桝田新蔵は、食糧増産をはかるために私財を投じて砂丘地帯への灌漑整備を計画した。鳥取藩では新田開発の必要性を認識していたものの、藩の財政は困窮しており、自費で工事を行うという桝田新蔵の申し出を歓迎して許可を出した。こうして安政年間（1858年）から用水路の開削工事が始まった。
既に南の北条平野には、天文年間の大氾濫以前の小鴨川の流路を利用した北条用水（現在の北条川）が引かれており、そこから分水して砂丘への用水路を拓く計画だった。一方で、計画に反対の者も少なくなかった。用水路は幅2間（約3.6メートル）を予定していたが、そのために既存の水田を潰すことになるからである。低地の砂地へ水を引き入れるために、勾配の検討や、水路の水が砂へ浸透してしまうのを防ぐために様々な方法が試みられ、長さ8キロに及ぶ水路が築かれた。ところが、水路が完成して水を引きれると、北条用水のほうが水不足に陥ってしまい、天神川本流から直接水を引く必要が生じた。ここへきて新蔵の財産も底をついてしまった。鳥取藩は新蔵の事業を評価し、残りの工事費用を藩が負担し、引き続き新蔵に指揮をさせて完成させた。
文久年間（1861年-1864年）に水路が完成し、新蔵が真っ先に入植し、20数戸がこれに続いた。文久2年（1862年）からは砂丘地での水田稲作も始まり、8反から6斗5分のコメの収穫があった。しかし、これはじゅうぶんな収穫量とはいえず、数年でみな畑作へ転じるか、入植地から離れてしまった。
畑作と繊維生産
北条砂丘での畑作は、小規模ながら稲作よりも早く行なわれてきた。海岸では地引網による漁業が行なわれており、海岸へ出るための歩路沿いの「浜畑」で棉の栽培が行なわれていた。棉は木綿の原料となるが、ここで生産された棉は倉吉で倉吉絣となった。倉吉絣の木綿の原料の主な産地は弓ヶ浜半島だったが、幕末期には北条砂丘はそれに次ぐ木綿の供給地となっていった。
一方、幕末に始まり、明治にかけて棉栽培にとって変わったのが桑畑である。この時期、養蚕によって生産される絹は日本の主要な輸出品となり、国をあげて絹生産が行なわれた。このあたりで桑栽培を推し進めたのが地元の豪農岩本廉蔵である。岩本は倉吉の千歯扱きを全国へ販売したことでも知られる篤志家である。灌漑設備を必要としないクワは砂丘に適した園芸作物で、明治から昭和初期にかけて北条砂丘は大規模な桑畑に変貌を遂げた。畑を拡げるために砂防林を伐採することさえあり、防雨林・砂防林は縮小した。倉吉市は明治から昭和にかけて紡績工場が集中し、繊維工業の都市に発展した。
ブドウ栽培
旧北条町にあたる砂丘の東部では、明治末期にブドウ栽培が始まった。このあたりにブドウが伝わったのは幕末の1856年で、甲斐国から持ち込まれたとされている。砂地特有の水はけの良さと、砂地の照り返しによる昼と夜の寒暖の差がブドウに適しており、明治40年（1907年）頃から砂丘での栽培が本格化した。西日本でのブドウ栽培としては稀有のもので、全国的な知名度を獲得した。
昭和に入って戦時体制が進むと、ブドウは生食用ではなく軍需品と扱われるようになった。というのも、ブドウからワインを醸造する過程で酒石酸が生成するが、これが酒石酸カリウムナトリウムとなって電波探知機の製造に必要だったのである。
終戦後はワイナリーに転じて北条ワインとなったほか、北条砂丘産の「砂丘ブドウ」は鳥取県の代表的な農産物になった。
浜井戸灌漑と「嫁殺し」
ほかにも、砂丘では野菜類の栽培が行なわれるようになったが、こうした砂丘上の畑への散水は人力によって行なわれてきた。この過酷な重労働は「嫁殺し」と呼ばれ、1960年代まで続いた。
灌漑のため、農地1反あたり1個の割合で「浜井戸」が掘られた。浜井戸の数は1940年代で1200箇所にのぼる。浜井戸の深さは1.5から2.5メートルほどで、北条平野南部から浸透して砂丘に阻まれた伏流水にあたる。ただし、夏期には水位がもっと下がるため、より深くまで掘る必要があった。ここから汲み上げた水を専用の桶に入れ、水がいっぱいになった桶2つを天秤の左右に吊るす。これを担ぎあげて砂の上を走って丘に登る。天秤と桶には専用の細工がされており、天秤を担いだまま桶の底から畑へ散水できるようになっていた。1反の畑へ散水するにはこの作業を明け方から日暮れまで繰り返す必要があり、夏の暑い時期には日光が砂から照り返し、極めて厳しい労働だった。地元ではこの作業を「嫁殺し」と言った。この苛酷さゆえに、砂丘での農業は小規模なものにとどまり、経営拡大を阻んできた。雨乞いのために毎晩太鼓を鳴らす風習もあり、これは郷土芸能「北条砂丘太鼓」として今も伝わっている。
灌漑の機械化と砂丘の変貌

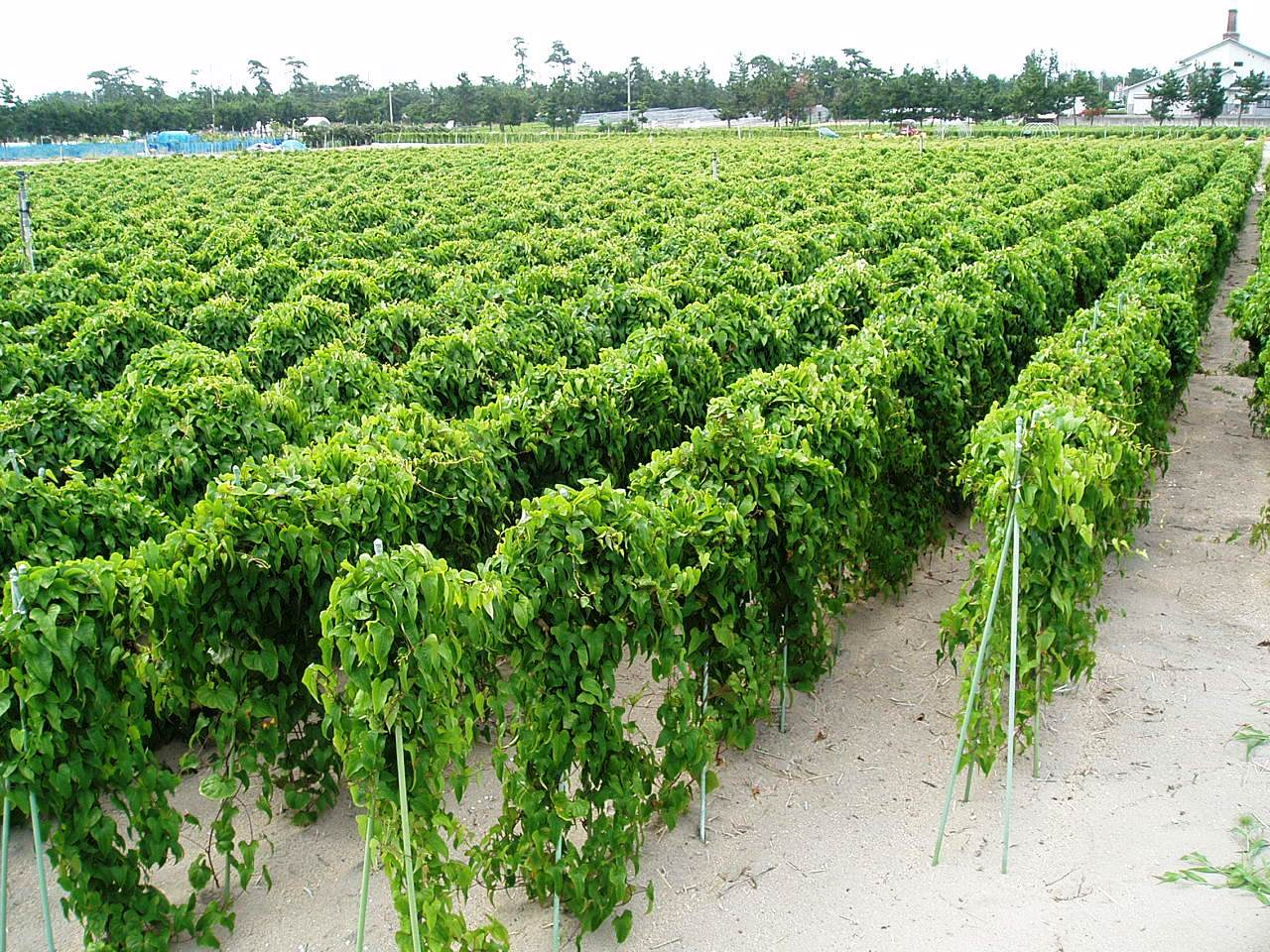
北条砂丘のナガイモ畑。

太平洋戦争期や、戦後間もない時期に、食糧増産のため砂丘地での野菜栽培が本格化した。特にサツマイモをはじめ、カボチャやウリの栽培が行われ、戦後には葉タバコも主要な生産品になった。
砂丘での過酷労働を緩和し、食糧増産を支えるため、農林省と鳥取県は、北条砂丘への灌漑工事に乗り出すことになった。当初は、地元の北条町にとって主要作物だったブドウや桑が「食糧増産」に合致しないとして灌漑事業の対象外とされたため、反発を招いて事業反対運動に発展した。その後、事業の対象となる作物が拡大されて、1962年（昭和37年）から県営の工事が始まり、天神川からの引水整備工事が行なわれた。
この事業がひとまず完成したのは1966年（昭和41年）で、これによって北条ブドウの栽培が本格化した。このあと、砂丘を削って平らな農地を創成したり、農道の整備や不整形農地の区画整理などの圃場整備が行なわれ、農業の効率化も図られた。はじめはホースによる散水が行われたが、後にスプリンクラーの整備が行なわれた。さらに1990年代にはスプリンクラーの集中管理と自動化によって、農作業の集約化が実現した。近年は、北条平野の稲作農家が兼業で北条砂丘での野菜栽培を行うものが多い。
これらの事業によって、北条砂丘はかつての「不毛の地」から「農業の宝庫」へと変貌し、鳥取県の代表的な農業地帯の一つとなった。主に果樹・野菜・葉たばこの生産が行なわれている。とりわけ主要な作物はブドウとナガイモである。ブドウは前述のとおり、旧北条町の「砂丘ブドウ」が特産品となっている。ナガイモは砂丘地で速成されることで、小さいが形が整う、淡白な味わいでくどさがない、粘りが少ないなどの特徴があり、「砂丘ながいも」として旧大栄町の特産品となった。どちらも鳥取県の代表的な農産物の一つである。

### 羽合砂丘
北条砂丘のうち、天神川以東、橋津川との間を羽合砂丘（はわいさきゅう）と呼ぶ場合もある。このほか、長瀬砂丘、長瀬高浜砂丘などの呼称もある。
東の端は橋津川とその右岸の馬ノ山によって遮られている。馬ノ山の中腹には橋津古墳群と呼ばれる古墳時代の遺跡が集中しており、前方後円墳や円墳が大小24基ほど発見されている。この対岸には幕末に台場が設けられ、国の史跡となっている。
羽合砂丘の中からは、1977年に長瀬高浜遺跡が発見されている。この遺跡は弥生時代のはじめから室町時代まで営まれた大規模な集落跡で、現在の砂丘の表面から10メートル下の砂の中から発見された。住居跡160以上、そのほか建物40以上、大型建物3、古墳41、100数十にも及ぶ埴輪などを含み、山陰でも最大規模である。

## 倉吉盆地

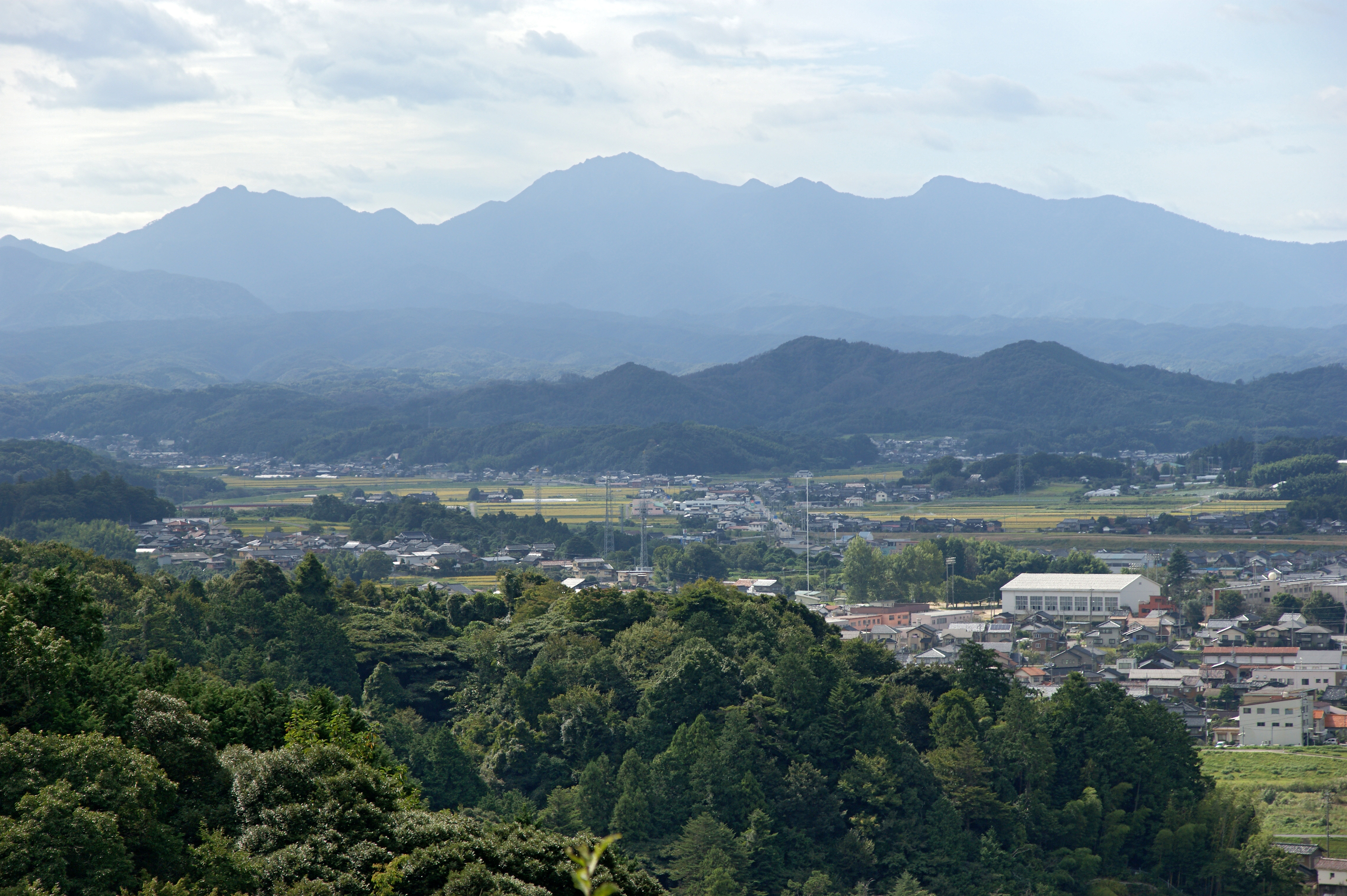
打吹城から眺める倉吉盆地

倉吉盆地（くらよしぼんち）は天神川の中流一帯の平地を指す。周囲を丘陵や山に囲まれた盆地状になっており、ほぼ全域が倉吉市に属している。倉吉盆地は狭義の倉吉平野には含めないが、倉吉盆地には大きな市街地が形成されており、鳥取県では3番目の規模がある商業圏（倉吉都市圏）を形成していて、北条平野・羽合平野とあわせて広義の倉吉平野とされる場合もある。倉吉盆地には古代に伯耆国の国府があり、かつては山陰を代表する政治・経済・文化の中心地だった。
倉吉平野周辺では、JR山陰本線が天神川を渡る小田橋のあたりを境にして、上流側と下流側では地形の構造が異なっている。この境は標高10メートルほどに相当し、下流の両岸では羽合平野・北条平野の三角州が形成されているが、上流側は谷底平野の上に扇状地が形成されている。倉吉盆地は氾濫原でもある。
いまの倉吉市の中心市街地は、天神川本流（竹田川）と小鴨川の合流付近にあり、向山（標高135メートル）の南から西の麓にひろがっている。このあたりはかつて海だったと考えられており、向山の裾野には海水に洗われた形跡が残されている。小鴨川と国府川は、いまはこの中心市街地の手前で合流した後、向山の裾野を回りこんで竹田川と合流し、向山の東麓を北へ向かっているが、中世には異なった流路をとっており、吉田川に合流せずに向山の西を流れて直接北条平野に向かい、由良川に注いでいたとされている。これらの川は氾濫を繰り返して何度も流路を変えてきたが、いまの形になったのは天文13年（1544年）の大氾濫が契機とされている。このとき、小鴨川は小さな丘陵を乗り越えて、向山の麓に広がっていた見日千軒（みるかせんげん）と呼ばれる市街地を押し流してしまった。いまの倉吉中心街はそのあと形成されたものである。
倉吉盆地の西部から南西部にかけては、大山の火山灰による黒ボクという土壌が広がる農耕に適した丘陵地帯に接しており、国府川がこれを削っている。国府川の左岸の丘陵地帯には、弥生時代から古墳時代の遺跡が多数見つかっており、早い時代からヒトの定住があった。古代にはここに伯耆国の国府が置かれ、かつて政治・経済・文化の中心的な地域であった。この丘陵地からは国府、国分寺、国分尼寺などの遺構が見つかっており、国府川や小鴨川の流域には条里制の痕跡も残っている。
北条平野や羽合平野には古くから山陰道が通っていたが、それらの地域では主要な街道村が形成されなかった。一方、倉吉盆地を見下ろす打吹山には室町時代に打吹城が築かれ、城下町ができた。前述のとおり、この城下町は天文年間に喪失されたが、残った平地に新たな城下町が形成され、近世には東伯耆の商業の中心地となっていった。特に、不毛の地だった北条砂丘で木綿の栽培が始まると、生産された棉は倉吉に運ばれて倉吉絣が紡がれるようになり、近代の繊維工業の発達の土壌となった。明治時代になっても北条平野や羽合平野は農村のままだったが、倉吉盆地では市街地がさらに発展した。明治末期に山陰本線が開通したとき、線路は倉吉市街中心地を通らず、天神川の渡河地点付近に「上井駅」ができただけだったが、数年後に倉吉線が開通して倉吉の中心市街に倉吉駅ができた。これとともに、郡是製糸や福井紡績など大手製糸会社の製糸・紡績工場が誘致され、商工業が発展した。昭和の終わりに倉吉線は廃止され、上井駅が倉吉駅と改称したが、いまでも中心市街は打吹山の麓にある。